# Kgosi
Kgosi (pronúncia local: [qʰʊ.si]) é o título de um líder hereditário de uma tribo tswana.

## Uso
A palavra "Kgosi" é um termo tswana para "rei" ou "chefe". Vários afixos pode ser adicionado à palavra de mudar o seu significado: adicionando o prefixo di- cria-se a forma plural dikgosi; o sufixo feminino -gadi origina a palavra kgosigadi; eo sufixo adjetivo -kgolo, que significa "grande", cria kgosikgolo, a palavra para "líder supremo".[carece de fontes?]
Kgosi um nome frequentemente dado a meninos no Botswana e em áreas vizinhas onde há falantes de tswana. O cargo de liderança tribal é chamado de bogosi, enquanto que a pessoa que assume o cargo é o kgosi.